# فراری اف۸۰
فراری اف۸۰ یک ابرخودروی هیبریدی و موتور وسط تولید محدود است که توسط شرکت خودروسازی ایتالیایی فراری ساخته شده است. این خودرو که به افتخار هشتادمین سالگرد تأسیس این شرکت نامگذاری شده است، به عنوان جانشین لافراری عمل می‌کند.

## طراحی
این طراحی از فراری اف۴۰ و فراری دیتونا اس‌پی۳ الهام گرفته شده است، در حالی که برخی از عناصر سبک، به ویژه نوار مشکی روی کاپوت، از فراری ۱۲سیلیندری (که به نوبه خود از فراری ۳۶۵جی‌تی‌بی/۴ الهام گرفته شده است) گرفته شده است.